# 마크 웨브
마크 프레스턴 웨브(영어: Marc Preston Webb, 1974년 8월 31일 ~ )는 미국의 영화 감독, 뮤직비디오 감독이다. 로맨틱 코미디 드라마 영화 《500일의 썸머》(2009)로 감독에 데뷔했고, 이어서 마블 코믹스 원작의 슈퍼히어로 영화 《어메이징 스파이더맨》(2012)과 그 속편 《어메이징 스파이더맨 2》(2014)의 감독을 맡았고 최근에는 기프티드(2017)의 감독을 맡았다.

## 작품

### 뮤직비디오
- 마룬 5 - Harder To Breathe (2002년)
- 마룬 5 - Goodnight Goodnight (2008년)
- 위저 - (If You're Wondering If I want You To) I Want You To (2009년)

### 영화
- 500일의 썸머 (2009년)
- 어메이징 스파이더맨 (2012년)
- 어메이징 스파이더맨 2 (2014년)
- 어메이징 메리 (2017년)
- 백설공주 (2025년)
- 데이 드링커 (미정)